# Laura del Sol
Laura del Sol nome d'arte di Laura Escofet Arce (Barcellona, 27 novembre 1961) è un'attrice spagnola.

## Biografia
Nata a Barcellona, ha studiato flamenco a Bilbao per poi trasferirsi a Madrid. Laura Del Sol è ricordata in Italia per aver interpretato (doppiata da Lina Polito) il ruolo di Rosaria, sorella del boss camorrista nel film Il camorrista (ispirata a sua volta, alla figura di Rosetta Cutolo, sorella del boss Raffaele).

### Vita privata
Sposata con Antoine Perset, i due sono i genitori dell'attore francese Ymanol Perset.

## Filmografia
- Carmen Story, regia di Carlos Saura (1983)
- Las bicicletas son para el verano (1983)
- Vendetta, regia di Stephen Frears (1984)
- Le due vite di Mattia Pascal, regia di Mario Monicelli (1985)
- L'amore stregone, regia di Carlos Saura (1986)
- Il camorrista - La serie, regia di Giuseppe Tornatore (1985, inedita fino al 2025) – serie TV
- Il camorrista, regia di Giuseppe Tornatore (1986)
- El viaje a ninguna parte (1986)
- Disamistade, regia di Gianfranco Cabiddu (1988)
- Amelia Lópes O'Neill (1991)
- Il ricatto 2, serie TV, regia di Vittorio De Sisti (1991)
- El rey pasmado (1991)
- Tombés du ciel (1993)
- Três irmãos,  regia di Teresa Villaverde (1994)
- Tatiana, la muñeca rusa (1995)
- Gran Slalom (1996)
- Sotto gli occhi di tutti, regia di Nello Correale (2003)